# Distretto di Hajnówka
Il distretto di Hajnówka (in polacco powiat hajnowski) è un distretto polacco appartenente al voivodato della Podlachia.

## Geografia antropica

### Suddivisioni amministrative
Il distretto comprende 9 comuni.
- Comuni urbani: Hajnówka
- Comuni urbano-rurali: Kleszczele
- Comuni rurali: Białowieża, Czeremcha, Czyże, Dubicze Cerkiewne, Hajnówka, Narew, Narewka

Il comune urbano di Hajnówka è bilingue polacco/bielorusso. Negli altri comuni del distretto, con l'eccezione di Białowieża, il bielorusso è tutelato quale lingua della minoranza.